# ISO 14000
ISO 14000 är en serie internationella standarder som ett företag eller annan organisation kan följa för att skapa ett miljöledningssystem. Ett sådant system omfattar organisering, uppföljning, utvärdering och redovisning av organisationens miljöarbete. 
I standardfamiljen ingår en kravstandard, ISO 14001, som kan vara underlag för certifiering. Med det menas att en utomstående part ger ett formellt godkännande av ledningssystemet. År 2008 var cirka 3800 företag i Sverige certifierade mot ISO .. Internationellt var siffran år 2006 cirka 130 000 företag i 140 länder.. 
Utöver kravstandarden innehåller ISO 14000-serien också vägledningsstandarder inom områdena: livscykelanalys, miljöanpassad produktutveckling, miljömärkning och miljödeklaration, miljökommunikation, utvärdering av miljöprestanda, revision av miljöledningssystem och mätning och rapportering av växthusgasutsläpp. 
ISO är det korta namnet för Internationella standardiseringsorganisationen. I Sverige är det SIS, Swedish Standard Institute som är med i ISO och ansvarar för ISO-standarderna.